# ولید بیدانی
ولید بیدانی (زاده ۱۱ ژوئن ۱۹۹۴؛ مغنیه، الجزایر) وزنه‌بردار الجزایری است. او در رویداد ۱۰۵+ کیلوگرم در المپیک ۲۰۱۲ و ۲۰۱۶ شرکت کرد.

## نتایج
| سال                       | مکان                         | رویداد                 | یک‌ضرب                  | یک‌ضرب                  | یک‌ضرب                  | یک‌ضرب                  | دوضرب                  | دوضرب                  | دوضرب                  | دوضرب                  | مجموع                  | رتبه                   |
| سال                       | مکان                         | رویداد                 | ۱                      | ۲                      | ۳                      | رتبه                   | ۱                      | ۲                      | ۳                      | رتبه                   | مجموع                  | رتبه                   |
| به نمایندگی از الجزایر    | به نمایندگی از الجزایر       | به نمایندگی از الجزایر | به نمایندگی از الجزایر | به نمایندگی از الجزایر | به نمایندگی از الجزایر | به نمایندگی از الجزایر | به نمایندگی از الجزایر | به نمایندگی از الجزایر | به نمایندگی از الجزایر | به نمایندگی از الجزایر | به نمایندگی از الجزایر | به نمایندگی از الجزایر |
| بازی‌های المپیک            | بازی‌های المپیک               | بازی‌های المپیک         | بازی‌های المپیک         | بازی‌های المپیک         | بازی‌های المپیک         | بازی‌های المپیک         | بازی‌های المپیک         | بازی‌های المپیک         | بازی‌های المپیک         | بازی‌های المپیک         | بازی‌های المپیک         | بازی‌های المپیک         |
| ------------------------- | ---------------------------- | ---------------------- | ---------------------- | ---------------------- | ---------------------- | ---------------------- | ---------------------- | ---------------------- | ---------------------- | ---------------------- | ---------------------- | ---------------------- |
| ۲۰۱۲                      | لندن، بریتانیای کبیر         | ۱۰۵ ک‌گ                 | ۱۶۰                    | ۱۶۰                    | ۱۶۵                    | ۱۳                     | ۱۸۰                    | ۱۸۰                    | ۱۸۰                    | ۱۴                     | ۳۴۰                    | ۱۴                     |
| ۲۰۱۶                      | ریو دو ژانیرو، برزیل         | ۱۰۵+ ک‌گ                | ۱۸۰                    | ۱۸۵                    | ۱۹۰                    | ۱۰                     | ۲۱۰                    | ۲۱۱                    | ۲۲۰                    | ۱۴                     | ۴۱۰                    | ۱۳                     |
| ۲۰۲۱                      | توکیو، ژاپن                  | ۱۰۹+ ک‌گ                | شرکت نکرد              | شرکت نکرد              | شرکت نکرد              | شرکت نکرد              | شرکت نکرد              | شرکت نکرد              | شرکت نکرد              | شرکت نکرد              | شرکت نکرد              | شرکت نکرد              |
| قهرمانی جهان              |                              |                        |                        |                        |                        |                        |                        |                        |                        |                        |                        |                        |
| ۲۰۱۴                      | آلماتی، قزاقستان             | ۱۰۵ ک‌گ                 | ۱۶۵                    | ۱۷۰                    | ۱۷۲                    | ۲۴                     | —                      | —                      | —                      | —                      | —                      | —                      |
| ۲۰۱۷                      | آناهایم، ایالات متحده آمریکا | ۱۰۵+ ک‌گ                | ۱۸۵                    | ۱۹۱                    | ۱۹۵                    | ۶                      | ۲۱۵                    | ۲۱۷                    | ۲۲۵                    | ۱۰                     | ۴۲۰                    | ۸                      |
| ۲۰۱۹                      | پاتایا، تایلند               | ۱۰۹+ ک‌گ                | ۱۹۱                    | ۱۹۷                    | ۲۰۰                    | 3                      | ۲۲۲                    | ۲۳۱                    | ۲۳۸                    | ۱۰                     | ۴۳۱                    | ۵                      |
| قهرمانی وزنه‌برداری آفریقا |                              |                        |                        |                        |                        |                        |                        |                        |                        |                        |                        |                        |
| ۲۰۱۲                      | نایروبی، کنیا                | ۱۰۵ ک‌گ                 | ۱۵۰                    | ۱۵۰                    | ۱۶۰                    | 1                      | ۱۷۰                    | ۱۸۰                    | ۱۸۳                    | 1                      | ۳۳۳                    | 1                      |
| ۲۰۱۳                      | کازابلانکا، مراکش            | ۱۰۵ ک‌گ                 | ۱۵۲                    | ۱۵۷                    | ۱۶۳                    | 1                      | ۱۸۱                    | ۱۸۶                    | ۱۹۱                    | 1                      | ۳۵۴                    | 1                      |
| ۲۰۱۶                      | یائونده، کامرون              | ۱۰۵+ ک‌گ                | ۱۷۰                    | ۱۸۱                    | —                      | 1                      | ۱۹۵                    | ۲۰۲                    | ۲۱۰                    | 1                      | ۳۹۱                    | 1                      |
| ۲۰۱۷                      | واکوا، موریس                 | ۱۰۵+ ک‌گ                |                        |                        |                        |                        |                        |                        |                        | 2                      |                        |                        |
| ۲۰۱۸                      | ماهبورگ، موریس               | ۱۰۵+ ک‌گ                |                        |                        |                        | 1                      |                        |                        |                        | 1                      |                        | 1                      |
| ۲۰۱۹                      | قاهره، مصر                   | ۱۰۹+ ک‌گ                |                        |                        |                        | 1                      |                        |                        |                        | 2                      |                        | 1                      |
| ۲۰۲۱                      | نایروبی، کنیا                | ۱۰۹+ ک‌گ                |                        |                        |                        |                        |                        |                        |                        |                        |                        |                        |
| بازی‌های مدیترانه          |                              |                        |                        |                        |                        |                        |                        |                        |                        |                        |                        |                        |
| ۲۰۱۳                      | مرسین، ترکیه                 | ۱۰۵ ک‌گ                 | ۱۶۰                    | ۱۶۶                    | ۱۷۱                    | 3                      | ۱۷۰                    | ۱۷۰                    | ۱۷۰                    | —                      | —                      | —                      |